# Lasioglossum atripygum
Lasioglossum atripygum là một loài Hymenoptera trong họ Halictidae. Loài này được Kirby mô tả khoa học năm 1890.